# 바니티 레베리사
바니티 토냐 카롤 레베리사(네덜란드어: Vanity Tonja Caroll Lewerissa, 1991년 4월 1일 ~ )는 네덜란드의 여자 축구 선수이다. 포지션은 미드필더이며, 현재 네덜란드 에레디비시 프라우언의 AFC 아약스 프라우언 소속으로 뛰고 있다.

## 클럽 경력
2010년에 VVV 펜로에 입단하면서 에레디비시 프라우언 무대에 데뷔했으며 2011년에는 벨기에 위민스 퍼스트 디비전 소속 클럽인 스탕다르 리에주로 이적했다. 2015년에는 PSV 프라우언으로 이적했고 2018년에는 AFC 아약스 프라우언으로 이적했다.

## 국가대표 경력
2015년 3월 6일에 열린 핀란드와의 친선 경기에 처음 출전하면서 네덜란드 여자 축구 국가대표팀 선수로 데뷔했으며 2015년 FIFA 여자 월드컵, UEFA 여자 유로 2017에 참가했다.

## 수상

### 클럽
스탕다르 리에주
- 벨기에 위민스 퍼스트 디비전 4회 우승 (2011-12, 2012-13, 2013-14, 2014-15)
- 벨기에 여자컵 2회 우승 (2011-12, 2013-14)
- 벨기에 여자 슈퍼컵 2회 우승 (2011-12, 2012-13)
- 베네슈퍼컵 2회 우승 (2011, 2012)

아약스
- KNVB 여자컵 1회 우승 (2018-19)

### 국가대표
- UEFA 여자 유로 2017 우승